# 饺子汤 (韩国)
餃子湯（：／ mandu-guk），是一種將韓式餃子放入牛肉湯或鰣魚湯與雞蛋混合煮的韓國料理，为朝鮮半島常見的一種湯。餃子湯是當地新年傳統飲食之一。

## 歷史
高麗王朝時期，餃子已從中亞引入朝鮮半島，到了朝鮮王朝中葉，餃子已成為平安南道和咸鏡北道的特產料理。韓式餃子在韓語稱為「만두」（漢字：饅頭），又稱為「쌍화」（漢字：雙花），製作韓式餃子的主要原料小麥和蕎麥主要種植在朝鮮半島北方。
韓式餃子的製作和烹飪方法多種多樣，其中包括餃子湯。在韓國宮廷，這道菜被稱為「餅匙」，朝鲜王朝時期餃子湯被稱為“石榴湯”，現代韓語稱餃子湯為「만둣국」的確切年代尚未清楚。

## 製作
餃子湯製作方法是將餃子在魚湯中煮沸，加入泡菜和肉末，最後加入一顆蛋。餃子湯湯底可換成牛肉湯，並加入圓柱形年糕，稱為「年糕餃子湯」。